# El Castell de Guadalest
El Castell de Guadalest – gmina w Hiszpanii, w prowincji Alicante, we wspólnocie autonomicznej Walencja, o powierzchni 15,97 km². W 2011 roku liczyła 238 mieszkańców.